# Adolph Hallis
Adolph Hallis (Port Elizabeth, 4 juillet 1896 - 1987) est un pianiste, compositeur et professeur sud-africain.

## Biographie
Adolph Hallis naît à Port Elizabeth et vers ses vingt ans se rend en Angleterre pour étudier à la Royal Academy of Music. Parmi ses professeurs figurent notamment Tobias Matthay et Oscar Beringer. Il fait ses débuts au Wigmore Hall en 1919 et après une large carrière européenne, il retourne en 1939 s'installer en Afrique du Sud, où il devient professeur à l'Université du Witwatersrand à Johannesbourg. Il meurt en Afrique du Sud en 1987.

## Carrière
Au cours de sa carrière, Adolph Hallis crée de nombreuses œuvres, notamment les concertos pour piano d'Alan Rawsthorne et Erik Chisholm. En 1936, il donne la création en Angleterre du premier concerto pour piano de Dmitri Chostakovitch à Birmingham. Bien qu'écrit pour Hallis, le concerto pour piano d'Arnold Cooke (1939–1940), le déclenchement de la seconde Guerre mondiale empêche sa création, et c'est Louis Kentner qui assure la création en 1943 avec l'orchestre symphonique de la BBC, sous direction de Clarence Raybould, pour une diffusion radiophonique à la BBC. En 1938, il grave pour Decca Records, le premier enregistrement intégral des Préludes pour piano de Claude Debussy. Avec Sophie Wyss, Alan Rawsthorne, Christian Darnton et Benjamin Britten, il forme la Hallis Concert Society, qui donne à Londres, un certain nombre de concerts innovants dans la période 1936–1939, de créations britanniques à la fois historiques et contemporaines de musique anglaise et Européenne avec des œuvres de Giovanni Pierluigi da Palestrina, de François Couperin, Arnold Cooke, Alban Berg, Paul Hindemith, Elisabeth Lutyens et Elizabeth Maconchy.
Parmi les compositions de musique de film d'Adolph Hallis (dont certaines sous le pseudonyme de « Hal Dolphe »), on trouve la musique de deux films d'Alfred Hitchcock, À l'est de Shanghaï (1931) et Numéro dix-sept (1932). En outre, il a composé un concerto pour piano et diverses pièces pour piano.
Parmi ses élèves sud-africains figurent de nombreux pianiste de la génération d'après-guerre, dont Michael Blake, Neville Dove, Marian Friedman, Petronel Malan, Anton Nel, Elizabeth de la Porte, Renee Reznek, et Jeanne Zaidel-Rudolph.

## Sources
- Joan E. Sloan, (ed.) (1995). Alfred Hitchcock: A Filmography and Bibliography. University of California Press   (ISBN 978-0520089044)
- (en) Caroline Mears, « Hallis, Adolph », dans Stanley Sadie (éd.), The New Grove Dictionary of Music and Musicians, vol. 29, Londres, Macmillan, 2001, 2e éd., 25 000 p. (ISBN 9780195170672, lire en ligne)
  - Riëtte Ferreira, « Zaidel-Rudolph, Jeanne » [lire en ligne]
  - Andrew Plant, « Darnton, (Philip) Christian » [lire en ligne]
- Stephen Siek, England's Piano Sage: The Life and Teachings of Tobias Matthay. Washington, Scarecrow Press 2011.  (ISBN 978-0810881617).